# IC 1600
IC 1600 ist eine Spiralgalaxie vom Hubble-Typ Sb im Sternbild Walfisch südlich der Ekliptik. Sie ist rund 524 Millionen Lichtjahre von der Milchstraße entfernt und hat einen Durchmesser von etwa 125.000 Lichtjahren.

Im selben Himmelsareal befinden sich unter anderem die Galaxien IC 1599 und IC 1601.
Das Objekt wurde am 3. November 1898 von DeLisle Stewart entdeckt.